# 1995–1996-os olasz labdarúgókupa
Az olasz kupa 49. kiírása. A kupát a Fiorentina nyerte meg, immár ötödször.

## Eredmények

### Első forduló
| 1. csapat   | Eredmény       | 2. csapat      |
| ----------- | -------------- | -------------- |
| Avellino    | 1–0            | Fidelis Andria |
| Varese      | 0–1            | Cremonense     |
| Pistoiese   | 0–1            | Perugia        |
| Lucchese    | 4–0            | Ancona         |
| Trapani     | 1–1 (Te.: 5-6) | Reggiana       |
| Bologna     | 2–0            | Verona         |
| Forlí       | 1–0            | Foggia         |
| Como        | 0–1            | Pescara        |
| Reggina     | 1–2 (hu.)      | Chievo         |
| Gualdo      | 0–4            | Genoa          |
| Cosenza     | 0–0 (Te.: 5-6) | Venezia        |
| Fiorenzuola | 2–1 (hu.)      | Brescia        |
| Ascoli      | 0–0 (Te.: 3-1) | Salernitana    |
| Lecce       | 2–1            | Cesena         |
| Modena      | 0–2            | Padova         |
| Acireale    | 0–2            | Palermo        |

### Második forduló
A fordulóban csatlakozó csapatok: Atalanta, Bari, Cagliari, Fiorentina, Internazionale, Juventus, Lazio, Milan, Napoli, Parma, Piacenza, Roma, Sampdoria, Torino, Udinese, Vicenza.

| 1. csapat   | Eredmény       | 2. csapat      |
| ----------- | -------------- | -------------- |
| Avellino    | 1–4            | Juventus       |
| Atalanta    | 2–2 (Te.: 4-2) | Cremonese      |
| Perugia     | 0–1            | Sampdoria      |
| Lucchese    | 3–4            | Cagliari       |
| Reggiana    | 2–0            | Bari           |
| Bologna     | 1–0            | Roma           |
| Forlí       | 1–1 (Te.: 4-3) | Piacenza       |
| Pescara     | 1–4            | Milan          |
| Chievo      | 1–1 (Te.: 3-4) | Lazio          |
| Udinese     | 3–0            | Genoa          |
| Venezia     | 0–1            | Internazionale |
| Fiorenzuola | 2–1            | Torino         |
| Ascoli      | 1–2            | Fiorentina     |
| Lecce       | 1–0            | Napoli         |
| Vicenza     | 4–2            | Padova         |
| Palermo     | 3–0            | Parma          |

### Nyolcaddöntő
| 1. csapat   | Eredmény  | 2. csapat      |
| ----------- | --------- | -------------- |
| Atalanta    | 1–0 (hu.) | Juventus       |
| Cagliari    | 2–1       | Sampdoria      |
| Bologna     | 3–0       | Reggiana       |
| Forlí       | 0–2       | Milan          |
| Udinese     | 0–1       | Lazio          |
| Fiorenzuola | 1–2       | Internazionale |
| Lecce       | 0–5       | Fiorentina     |
| Palermo     | 1–0       | Vicenza        |

### Negyeddöntő
| 1. csapat      | Eredmény       | 2. csapat | 1. mérk. | 2. mérk. |
| -------------- | -------------- | --------- | -------- | -------- |
| Cagliari       | 3–4            | Atalanta  | 1–0      | 2–4      |
| Bologna        | 2–2 (Te.: 7-6) | Milan     | 1–1      | 1–1      |
| Internazionale | 2–1            | Lazio     | 1–1      | 1–0      |
| Fiorentina     | 3–1            | Palermo   | 1–0      | 2–1      |

### Elődöntő
| 1. csapat  | Eredmény | 2. csapat      | 1. mérk. | 2. mérk. |
| ---------- | -------- | -------------- | -------- | -------- |
| Bologna    | 1–3      | Atalanta       | 1–1      | 0–2      |
| Fiorentina | 4–1      | Internazionale | 3–1      | 1–0      |

### Döntő

#### Első mérkőzés
| 1996. május 2. | Fiorentina    | 1 - 0 | Atalanta | Stadio Artemio Franchi, Firenze Nézőszám: – Játékvezető: Robert Boggi |
| 1996. május 2. | Batistuta 52' | (0–0) |          | Stadio Artemio Franchi, Firenze Nézőszám: – Játékvezető: Robert Boggi |

#### Második mérkőzés
| 1996. május 18. | Atalanta | 0 - 2 | Fiorentina                | Stadio Atleti Azzurri d'Italia, Bergamo Nézőszám: – Játékvezető: Pierluigi Pairetto |
| 1996. május 18. |          | (0–0) | 48' Amoruso 61' Batistuta | Stadio Atleti Azzurri d'Italia, Bergamo Nézőszám: – Játékvezető: Pierluigi Pairetto |

Összesítésben a Fiorentina nyert (3–0).
| Az 1996–1997-es olasz labdarúgókupa győztese: |
| --------------------------------------------- |
| Fiorentina 5. cím                             |